# Васильев, Станислав Николаевич
Станисла́в Никола́евич Васи́льев (род. 5 июля 1946, Чистяково Сталинской области) — советский и российский математик, специалист в области теории управления, математической кибернетики, системного анализа. Доктор физико-математических наук, профессор. Академик РАН (2006).

## Биография
Окончил радиотехнический факультет Казанского авиационного института (1970) и аспирантуру там же (1975).
- В 1970—1975 годах работал в Казанском авиационном институте им. А. Н. Туполева.
- С 1975 года работал в Сибирском энергетическом институте СО АН СССР[1].
- С 1989 года — заместитель директора Иркутского вычислительного центра СО АН СССР.
- С 1991 по декабрь 2006 — директор Института динамики систем и теории управления СО РАН[1][2].
- 1997 год — член-корреспондент РАН
- 2006 год — академик РАН
- До 2017 года был директором Института проблем управления имени В. А. Трапезникова РАН[3].

Является председателем Научного совета РАН по теории управляемых процессов и автоматизации, входит в состав редколлегий российских и международных научных журналов.

## Основные работы
- Метод сравнения в математической теории систем / В. М. Матросов, Л. Ю. Анапольский, С. Н. Васильев; отв. ред. В. М. Матросов. — Новосибирск : Наука. Сибирское отд-ние, 1980. — 481 с. : ил.; 21 см.
- Алгоритмы вывода теорем метода векторных функций Ляпунова / [В. М. Матросов, С. Н. Васильев, В. Г. Каратуев и др.]; Под ред. В. М. Матросова. — Новосибирск : Наука : Сиб. отд-ние, 1981. — 271 с. : ил.; 22 см;
- Интеллектное управление динамическими системами / С. Н. Васильев, А. К. Жерлов, Е. А. Федосов, Б. Е. Федунов. — М. : Физматлит, 2000. — 351, [1] с. : ил., табл.; 22 см; ISBN 5-9221-0050-5
- Новая парадигма развития России // Абалкин Л. И., Аксёнов В. В., Алтухов Ю. П., Баранов В. В., Батурин В. А., Бурносов С. В., Васильев С. Н., Вальтух К. К., Ващекин Н. П., Величенко В. В., Венедиктов Д. Д., Верхозина И. О., Воробьёв В. В., Воропай Н. И., Гирусов Э. В., Голицын Г. С., Гуляев Ю. В., Данилина Е. В., Демянко Ю. Г., Дружинин И. П. и др. Комплексные исследования проблем устойчивого развития / под ред. В. А. Коптюга, В. М. Матросова, В. К. Левашова. / Москва: Academia; Иркутск, 2000. (2-е издание). 460 с. ISBN 5-87444-114-X.
- Геоинформационная система управления территорией. Иркутск, 2002 (в соавт.).

## Награды
- Государственная премия СССР в области науки и техники (1984);
- орден Почёта (1999);
- орден Дружбы (2006);
- медаль «За трудовое отличие» (1988);
- медаль им. С. П. Королёва (1994)[2].